# Salpingotus kozlovi
Salpingotus kozlovi és una espècie de mamífer rosegador de la família dels dipòdids. Viu a la Xina (Gansu, Mongòlia Interior, Ningxia, Shaanxi i Xinjiang) i Mongòlia. Es tracta d'un animal nocturn i crepuscular que s'alimenta de plantes, llavors, insectes i aranyes. El seu hàbitat natural són els deserts i les estepes. És una espècie en risc mínim, és a dir, no sembla que hi hagi cap amenaça significativa per a la seva supervivència.
Aquest tàxon fou anomenat en honor del viatger i explorador rus Piotr Kozlov.